# Rufus (Kim Possible)
Rufus è un personaggio immaginario della serie televisiva d'animazione statunitense Kim Possible.
È doppiato in originale da Nancy Cartwright e in italiano da Tatiana Dessi.
Rufus è una talpa senza pelo dotata di un'intelligenza quasi umana. Compagno inseparabile di Ron Stoppable, il roditore è, a tutti gli effetti, un membro della squadra di Kim durante le sue missioni e, di frequente, si rivela essere molto più utile e competente del suo stesso padrone.
Oltre ai due protagonisti, è il solo personaggio ad apparire in tutti gli episodi.

## Caratteristiche

### Personalità
Rufus è un personaggio antropomorfo; difatti non solo dimostra una capacità d'apprendimento tanto sviluppata da renderlo capace di stare in posizione eretta, praticare le arti marziali, comprendere il linguaggio umano e, nel doppiaggio originale, pronunciarne qualche parola; ma dimostra più volte abitudini comportamentali prettamente umane, quali la passione per il cibo messicano, sentimenti di gelosia, senso dell'umorismo ed inventiva.
In conseguenza della sua intelligenza, quasi tutti gli altri personaggi lo trattano quasi come fosse, per l'appunto, un essere umano e, in alcune occasioni lo si è visto anche indossare dei vestiti in miniatura.
Nonostante Rufus e Ron siano inseparabili e condividano svariate passioni, all'inizio la talpa senza pelo fa ribrezzo a Kim, ed il loro rapporto non è dei migliori ma, successivamente viene accolto come membro fondamentale della squadra, tanto che la ragazza non avrà problemi a coccolarlo o tenerlo in mano.
Talvolta la creatura si mostra più sveglia e capace degli altri due protagonisti, gag ricorrente nella serie è infatti mostrare Rufus come il membro con più risorse all'interno del gruppo e, spesso e volentieri, il "salvator di patria" che tira fuori i compagni dalle situazioni spinose quando perfino Kim esaurisce le risorse.

### Aspetto
Curiosamente Rufus non somiglia minimamente a quella che è la vera talpa senza pelo, difatti è decisamente molto più grande, liscio, con baffi simili a vibrisse e gli occhi neri lucidi. Di un intenso colore rosa, appare sorprendentemente agile, mentre la sua coda è significativamente più corta che nei reali esponenti della specie.
Nell'episodio crossover della serie con Lilo e Stitch, Jumba sostiene che il roditore sia l'"esperimento 607" creato da lui ed Hamsterviel, affermando abbiano il medesimo aspetto. In seguito però Loter ha dichiarato che le due creature non hanno nulla a che fare l'una con l'altra.

## Biografia del personaggio

### Antefatti
Rufus nasce a Middleton, tre anni prima dell'inizio della serie, nel negozio di animali dello Smarty Mart. Appena nato viene immediatamente acquistato da Ron Stoppable, il quale, ottenuto il permesso di tenere un animale domestico dai genitori purché non nuocesse all'allergia di suo padre per il pelo d'animale; scelse un animale che non avesse alcun tipo di peluria e dovette visitare sedici negozi prima di trovare quello che soddisfasse le sue richieste.
Il ragazzo battezza la talpa "Rufus" in ricordo dell'amico immaginario avuto da bambino. In breve il roditore diventa il compagno inseparabile del giovane, mostrando di possedere notevoli capacità atletiche, comunicative e di apprendimento.

### Nella serie
Quando Kim comincia la sua attività di eroina ed agente segreto freelance essa chiede a Ron di assisterla nelle sue imprese; dunque Rufus inizia ad accompagnare i due giovani e prendere parte alle loro missioni; durante le quali la sua attività principale è cercare, talvolta inutilmente, di impedire a Ron di compiere azioni stupide o gesti sconsiderati e, sistematicamente, di salvarlo dalle successive conseguenze nefaste.
Assieme ai compagni Rufus si scontra con diversi antagonisti, quali lo scienziato pazzo  Dottor Drakken e la sua assistente super sofisticata, Shego, Lord Monkey Fist, nobile inglese ossessionato dal Tai-Sheng-Pek-Quar, assieme al quale detiene il "Mistico Potere della Scimmia", il golfista folle Duff Killigan, i miliardari Señor Senior, dediti al male per hobby e molti altri.

### Epilogo
Nonostante le avversità e le innumerevoli battaglie Rufus riesce a superare ogni ostacolo ed arriva addirittura a salvare il mondo dagli alieni Warmonga e Warhok il giorno del diploma dei suoi compagni Kim e Ron, che nel frattempo si sono innamorati l'una dell'altro.

## Poteri e abilità
Nonostante l'apparenza Rufus è molto più abile di quanto facciano supporre le sue ridotte dimensioni ed il suo aspetto inoffensivo. Oltre a disporre di un'intelligenza praticamente pari a quella umana, le caratteristiche specifiche della sua specie lo rendono un incredibile scavatore ed arrampicatore, conferendogli inoltre dei denti affilati con cui è in grado di rodere legno, corde e, talvolta, metallo.
È un esperto di arti marziali, nell'uso dei nunchaku e nella comprensione di svariate lingue umane, oltre a vantare anche una discreta conoscenza di meccanica ed elettronica.

### Mistico Potere della Scimmia
Nell'episodio Il segreto dell'uomo scimmia, Rufus, insieme a Ron e Lord Monkey Fist, ottiene una sorta di potere soprannarurale tramite un antico rito invocato attraverso quattro statuette di giada dal nobile inglese: Il Mistico Potere della Scimmia, che conferisce al suo proprietario una innaturale potenza combattiva espressa in forza, velocità e resistenza sovrumane, oltre che una innata competenza nell'arte marziale del Tai Sheng Pek Kwar (大圣劈挂).

## Altre versioni
- Durante la prima parte dell'episodio speciale Viaggio nel tempo (A Sitch in Time) viene presentata la versione futura di Rufus, il quale si presenta come "Rufus 3000", più avanti, nella seconda parte, si scopre che questi altri non è che il tremillesimo dei molteplici cloni realizzati a partire dal DNA dal roditore nell'ipotetica linea temporale futura presentata nell'episodio. Il Rufus originale è eufemisticamente chiamato da essi "Rufus Primo". L'esercito dei cloni della talpa senza pelo formano un intero esercito ribellatosi contro Shego, autoproclamatasi l'Essere Supremo e divenuta la padrona del mondo. I cloni di Rufus sono grossi, forti e muscolosi, indossano delle armature blu e marroni e si esprimono in inglese in maniera praticamente perfetta.
 Tali versioni del personaggio sono doppiate in originale da Michael Dorn, e in italiano da Alessandro Rossi.
- Durante la seconda parte dell'episodio speciale Viaggio nel tempo (A Sitch in Time) viene presentata la versione di Rufus da cucciolo, il quale si presenta effettivamente come una vera talpa senza pelo dovrebbe essere: minuscolo, rugoso e cieco[1].

## Controversie
Diversi fan hanno ritenuto che le differenze tra il personaggio e l'animale reale vadano troppo oltre quanto accettabile anche per una finzione; la talpa senza pelo è infatti un animale peculiare, delicato ed indifeso, completamente cieco e totalmente impossibilitato non solo a diventare un animale domestico ma anche semplicemente a sopravvivere al di fuori del proprio habitat naturale e della propria colonia.